# هجوم مدينة الحسكة (مايو–يونيو 2015)
هجوم مدينة الحسكة هو هجوم شنه تنظيم الدولة الإسلامية خلال الحرب الأهلية السورية على مدينة الحسكة التي يسيطر عليها كل من الجيش السوري ووحدات حماية الشعب الكردية.

## خلفية
في شهر مايو 2015 قامت وحدات حماية الشعب الكردية مدعومة بالمجلس العسكري السرياني السوري ومقاتلي عشائر عربية متحالفة والجيش السوري الحر بشن هجوم واسع غرب محافظة الحسكة، وتمكنت من الإستيلاء على 4,000 كيلومتر مربع (1,544.41 ميل2) من الأراضي وأكثر من 230 قرية من قبضة الدولة الإسلامية.

## ما بعد الهجوم
في 23 يونيو 2015 بدأ تنظيم الدولة الإسلامية هجوماً جديداً على أجزاء من مدينة الحسكة الواقعة تحت سيطرة الحكومة السورية، حيث تمكن من الإستيلاء على أحياء في جنوب غرب المدينة، بعد أن أعلن مسلحين في قوات الدفاع الوطني الموالية للحكومة السورية ولاءهم للتنظيم حسب زعمه. وكان الهجوم من بين هجمات عديدة نفذها تنظيم الدولة الإسلامية خلال شهر رمضان.